# El Satanás
El Satanás fou un diari publicat a ciutat de València (València) entre l'1 de novembre de 1836 i el 24 de març de 1837; editat i imprès per Manuel Gil i Estellés. Qualificat de liberal exaltat, va sofrir diverses denúncies. El primer director, Lluís Celdoni Nebot i de Padilla, va ser suspès del càrrec per un article on es justificava el regicidi. El segon, Jaume Ample i Fuster, acabà condemnat a dos anys de presó.